# Lymeon dieloceri
Lymeon dieloceri är en stekelart som först beskrevs av Costa Lima 1937.  Lymeon dieloceri ingår i släktet Lymeon och familjen brokparasitsteklar. Inga underarter finns listade i Catalogue of Life.